# 율리우스년
율리우스년은 시간의 단위로, 365.25일(31,557,600초)이다. 여기에서 ‘일’이라 한다면 86400초로, 태양일이나 역일과는 다르다. 단위는 a 또는 Jy를 사용한다. 율리우스력의 평균 역년인 365.25일을 단위로 했기 때문에 율리우스년이라는 이름이 붙었다.
평균 태양년 (약 365.242 19일)이나, 그레고리력의 평균 역년 (약 365.242 50일)로 나타낸 1율리우스년은 1.000 021 4 평균 태양년 또는 1.000 020 5 그레고리년이다. 율리우스년은 천문학에서의 표준이다. 1광년은 진공중에서 빛이 1율리우스년동안 간 거리이다.
100율리우스년을 1율리우스세기, 1000율리우스년을 1율리우스밀레니엄 또는 1율리우스천년기라고 한다.

## 같이 보기
- 년
- 율리우스력

1. ↑  “International Astronomical Union | IAU”. 2009년 10월 22일에 원본 문서에서 보존된 문서. 2023년 5월 13일에 확인함.